# فين كول
فين كول (بالإنجليزية: Finn Cole)‏ هو ممثل إنجليزي ولد في 9 نوفمبر 1995.أخيه جو كول ممثل أيضاً وهو الذي ساعده لكي يمثل.

## وصلات خارجية
- فين كول على موقع IMDb (الإنجليزية)
- فين كول على موقع ميتاكريتيك (الإنجليزية)
- فين كول على موقع روتن توميتوز (الإنجليزية)
- فين كول على موقع قاعدة بيانات الأفلام العربية
- فين كول على موقع ألو سيني (الفرنسية)
- فين كول على موقع أول موفي (الإنجليزية)
- فين كول على موقع قاعدة بيانات الفيلم (الإنجليزية)
- فين كول على موقع كينوبويسك (الروسية)